# Tangenziale Sud di Vicenza
La tangenziale Sud di Vicenza è una strada che, affiancata all'autostrada A4, permette di collegare l'area ovest e l'area est della città.
Aperta dal settembre del 2004, tocca principalmente il comune di Vicenza e (per la prima delle quattro uscite numerate) il comune di Torri di Quartesolo. Ha una lunghezza di 10,7 km, di cui 7,2 a doppia carreggiata con due corsie per senso di marcia (tratto Vicenza Ovest-Vicenza Est) e di una corsia per senso di marcia nel tratto finale (Vicenza Est-Torri di Quartesolo). Il limite di velocità è di 90 km/h nei tratti a due corsie e di 70 km/h nei tratti ad una sola corsia per senso di marcia e in corrispondenza delle uscite 2 e 3.
La tangenziale non ha ricevuto una sigla alfanumerica infatti è classificata come strada extraurbana principale ed è gestita dalla società Autostrada Brescia Verona Vicenza Padova.
Le due gallerie della tangenziale sono le vecchie gallerie, riutilizzate, del tratto Milano-Venezia dell'autostrada A4, dismesse dopo l'ampliamento del tracciato a tre corsie.

## Tracciato
| Tangenziale Sud di Vicenza | |      |      |                     |
| Tipo                       | Uscita | ↓km↓ | ↑km↑ | Comune              |
| Vicenza ovest              | Casello Vicenza ovest Zona industriale ovest Fiera di Vicenza SS11 Padana Superiore SS46 del Pasubio                        | 0,0  | 10,7 | Vicenza             |
|                            | Galleria S. Agostino |      |      | Vicenza             |
|                            | Galleria Madonna dei Berici                                                                                                 |      |      | Vicenza             |
| Vicenza Riviera Berica     | Itinerari del centro storico e ville palladiane Stadio Romeo Menti SS247 Riviera Berica                                     | 3,7  | 7,0  | Vicenza             |
|                            | Area di servizio (solo lato nord)                                                                                           |      |      | Vicenza             |
| Vicenza est                | Casello Vicenza est Autostrada della Valdastico Zona industriale est Ospedale San Bortolo Foro Boario Motorizzazione Civile | 7,2  | 3,5  | Vicenza             |
| Torri di Quartesolo        | Area Commerciale "Le Piramidi" SS11 Padana Superiore verso Padova                                                           | 10,7 | 0,0  | Torri di Quartesolo |